# Malo Nabrđe
Malo Nabrđe je bivše naselje u Hrvatskoj, nalazilo se u blizini grada Đakovo u Osječko-baranjskoj županiji. 

## Zemljopisni položaj
Naselje se nalazilo u blizini Đakova u Osječko-baranjskoj županiji, te zapadno od naselja Gašinci, a sjeverno od Levanjske Varoši i Majara naselja u općini Levanjska Varoš.

## O naselju
Naselje je nastalo sredinom 19. stoljeća kada je katoličko stanovništvo Velikog Nabrđa zbog nesuglasica s pravoslavnom većinom odlučilo odseliti i osnovati vlastito naselje.
Naselje iseljeno 1963. na zahtjev Jugoslavenske narodne armije radi izgradnje vojnog poligona "Sutjeska", koji danas nosi naziv Vojni poligon "Gašinci".

## Stanovništvo
Malo Nabrđe 1964. godine obrisano je iz imenika naselja ( NN, br. 52/64.). Podaci od 1857. do 1961. uključeni su u zbroj za naselje Đakovo jer prilikom brisanja nisu pripojeni nekome od postojećih naselja.
| broj stanovnika | 140   | 168   | 144   | 187   | 230   | 248   | 236   | 267   | 219   | 224   | 211   |       |       |       |       |       |
|                 | 1857. | 1869. | 1880. | 1890. | 1900. | 1910. | 1921. | 1931. | 1948. | 1953. | 1961. | 1971. | 1981. | 1991. | 2001. | 2011. |